# Микдад ибн Асвад
Микдад ибн Асвад (арапски: المقداد بن عمرو البهراني‎), боље познат каоел Микдад ел Асвад ел Кинди (арапски: المقداد بن الأسود الكندي‎) или само као Микдад био је један од пратилаца исламског проповедника Мухамеда.

## Живот
Микдад је рођен у Хадхрамауту у Јемену од оца који се звао Амр ал-Бахрани. Отишао је у Меку након свађе са једним од својих саплеменика. У Меки га је усвојио човек по имену ел Асвад ел Кинди и постао је познат као ел Микдад ибн Асвад ел Кинди, а не ел Микдад ибн Амр. Када је ислам откривен, Микдад је био један од првих верника. Касније је емигрирао у Медину са другим муслиманима.
Микдад, заједно са Амар ибн Јасиром, Абу Даром и Салман ел Фарсијем, сматран се једним од најоданијих Алијевих пратилаца.
Микдад је умро у 33 АХ у Дамаску и тамо је сахрањен.